# O tempora, o mores!

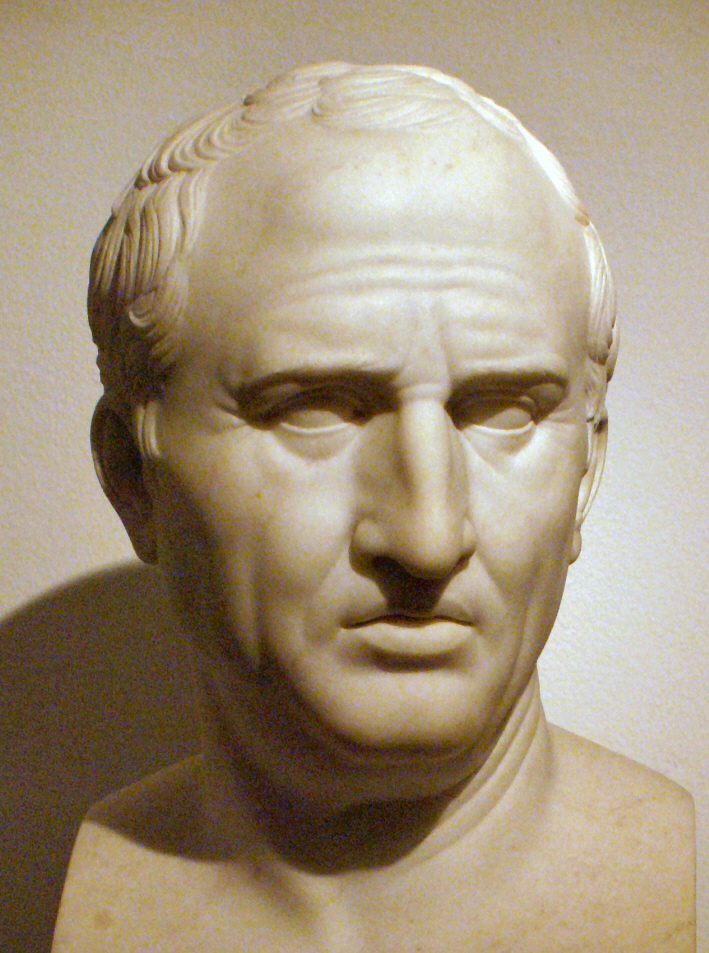
Cicero

O tempora, o mores! ('O tijden, o zeden') is een beroemde Latijnse uitdrukking, gebruikt door Marcus Tullius Cicero in zijn Eerste Catilinarische Rede, gehouden op 7 november 63 v.Chr. voor de Romeinse Senaat. 
In deze rede tegen de politicus en kandidaat-consul Lucius Sergius Catilina, die eerder had geprobeerd hem te vermoorden, betreurt Cicero de slechtheid en de corruptie van de moderne tijd. De Eerste Catilinarische Rede begint met de al even beroemde zin Quo usque tandem abutere, Catilina, patientia nostra? (Hoe lang nog, Catilina, zal je ons geduld misbruiken?)
Cicero ergert zich eraan dat Catilina nog niet geëxecuteerd is, ondanks alle bewijzen dat hij zich meester had willen maken van de regering van Rome, en ondanks de door de senaat uitgevaardigde noodverordening Senatus consultum de re publica defendenda die de consuls opdracht in staat stelde harde maatregelen te nemen. Met de retorische uitroep O tempora, o mores! begint Cicero dan een opsomming van verschillende gevallen uit de Romeinse geschiedenis waarin consuls samenzweerders tegen de staat met minder bewijs hadden laten terechtstellen. 
De uitdrukking wordt tegenwoordig nog in vele talen gebruikt, ook in het Nederlands, vaak in ironische zin, en dan vooral om bezwaren van anderen tegen veranderde morele opvattingen te relativeren.
Grammaticaal gezien is 'o' in dit geval een Latijns vocatief partikel.